# Runcinia tropica
Runcinia tropica är en spindelart som beskrevs av Simon 1907. Runcinia tropica ingår i släktet Runcinia och familjen krabbspindlar. Inga underarter finns listade i Catalogue of Life.